# Мара Белчева
Мара Иванова Белчева е българска поетеса.

## Биография
Родена е на 8 септември 1868 г. в Севлиево в семейството на Иваница хаджи Ангелов, внучка на Хаджи Ангел Иванов – Севлиевеца. 
Завършва гимназия в Търново. В периода 1883–1885 следва във висш девически институт във Виена. Завръща се в България заради смъртта на баща си. Учителства в Русе и София. Още по време на ученическите си години се запознава с поета и политик Христо Белчев, за когото се омъжва през 1886. Остава вдовица на 23 години, след убийството на Белчев (тогава министър на финансите), при атентат срещу министър-председателя Стефан Стамболов (1891). 
За кратко е придворна дама в двореца на княз Фердинанд, преподава на децата му български, френски, немски и английски език. Следва филология във Виена (1896), където изучава световна и европейска литература и чужди езици. От 1903 г житейският ѝ път е свързан с Пенчо Славейков, до края на живота му през 1912 г. В българската литературна история М. Белчева остава известна като спътница на поета. По време на Междусъюзническата война (1913) е учителка и милосърдна сестра. След известно пребиваване в Женева се завръща в България и се посвещава на литературна, редакторска и преводаческа дейност, остава в София до края на живота си.
Белчева е поетеса и преводачка с широки културни интереси, владееща много езици. Превежда произведения от Фридрих Ницше – „Тъй рече Заратустра“ (1915), Герхарт Хауптман – „Потъналата камбана“ (поставена 1922) и др. Публикува стихове от 1907 г. Неголямото ѝ по обем творчество е неповторимо индивидуално в историята на българската „женска“ поезия. Духовно обогатена от общуването си със Славейков, Белчева създава интимна лирика на нежните чувства и размисъл. Творбите ѝ са посветени на човешката близост и доверие. Любимият в стиховете ѝ е човекът, достоен за трайна привързаност, почит и всеотдайна обич. Споменът за него озарява поезията на Мара Белчева със съзнанието, че духовната връзка е неизчерпаема и непреходна. Изповедното начало, характерно за ранните стихове на поетесата, по-късно се свързва с размисъл върху вечните човешки въпроси. Поетесата изповядва християнските добродетели и се уповава на тях, мисълта за Бога става една от доминантите в творбите ѝ. Висока нравственост, спокойно мечтателно-носталгично любовно чувство, дирене на хармония в съществуването определят облика на творчеството ѝ. Редакторка на „Избрани съчинения“ на Пенчо Славейков (1923).
Умира на 16 март 1937 г. в София.
Домът на Мара Белчева, на улица „Христо Белчев“ 12, в София, е един от най-забележителните паметници на архитектурата в стил сецесион в България.

## Памет
Неин силует е изобразен на гърба на банкнотата от 50 лева, емисия 2019 г., и в обращение като законно платежно средство от 1 ноември 2019 г.
На Мара Белчева е наречена улица в квартал „Триъгълника-Надежда“ в София (Карта).
В град Севлиево, домът на културата носи нейното име .

### За нея
- Иван Спасов. И слънцето върни. Български поетеси (Литературнокритични очерци). София: Български писател, 1987
- Ирен Иванчева. „Спомен от бъдещето за Мара Белчева“. Предг. – В: Мара Белчева. Един живот: Поезия, преводи, дневник, спомени, писма. Състав. Мирела Иванова. Ред. Ирен Иванчева. София: Университетско издателство „Св. Климент Охридски“, 1995.
- Благовеста Касабова. „Ръми в душата ми...“: Щрихи към портрета на Мара Белчева. София: Снежана, 1995
- Мария Кайкиева. Мара Белчева, 1868 – 1937: Био-библиография. Пазарджик, 1996
- Анастасия Първанова. Творчеството е любов. Кн. 1. Евгения Марс, Мара Белчева, Яна Язова. София: Ваню Недков, 1999
- Албена Вачева. „Чуй, тихий извор е дълбок!“: Мара Белчева (1868 – 1937)“. – В: „Неканоничната българска литература“. Т. 1. Благоевград: Университетско издателство „Неофит Рилски", стр. 65 – 79. Същият текст е публикуван в LiterNet.
- София Ангелова. „Мара Белчева“. В: Неслученият канон. Български писателки от Възраждането до Втората световна война. Съст. и ред. Милена Кирова. София: Алтера, 2009.
- Милена Кирова. „Мара Белчева, или изборът да бъдеш Ехо“ Архив на оригинала от 2015-12-27 в Wayback Machine., Public Republic, 20 август 2010.
- Ирен Иванчева. „Мара Белчева (1868 – 1937). Тя рече: „На свое слънце грее се душата“. – В: Гласове на жени в българската поезия. Аспекти на междутекстовост (от средата на XIX до 40-те години на XX век). София, Просвета, 2015, с. 286 – 349.